# Braha, Camenița
Braha (în ucraineană Брага) este un sat în comuna Jvaneț din raionul Camenița, regiunea Hmelnîțkîi, Ucraina.

## Demografie
Componența lingvistică a localității Braha
     Ucraineană (100%)
Conform recensământului din 2001, toată populația localității Braha era vorbitoare de ucraineană (100%).